# Protección del consumidor en España
La legislación española de consumidores y usuarios se basa en el artículo 51 de la Constitución, según el cual los poderes públicos garantizarán la defensa de los consumidores y usuarios, protegiendo, mediante procedimientos eficaces, la seguridad, la salud y los legítimos intereses económicos de los mismos. Asimismo establece que promoverán su información y educación, fomentarán sus organizaciones y las oirán en las cuestiones que puedan afectarles.
En dicho artículo se basa la Ley estatal de Defensa de Consumidores y Usuarios fue aprobada mediante el Real Decreto Legislativo 1/2007.

## Ley de Defensa de Consumidores y Usuarios
La Ley de Defensa de Consumidores y Usuarios fue aprobada por la necesidad de transponer la Directiva Europea de los derechos de los consumidores y ha sido reformada en numerosas ocasiones, en 2009, 8 veces en la década de 2010 y 5 veces en la de 2020.
Entre las definiciones, se encuentra la de garantía comercial, que es  todo compromiso asumido por un empresario o un productor (el “garante”) frente al consumidor o usuario, además de sus obligaciones legales con respecto a la garantía de conformidad, de reembolsar el precio pagado o de sustituir, reparar o prestar un servicio de mantenimiento relacionado con el bien o el contenido o servicio digital, en caso de que no se cumplan las especificaciones o cualquier otro requisito no relacionado con la conformidad del bien o del contenido o servicio digital con el contrato, enunciados en la declaración de garantía o en la publicidad, disponible en el momento o antes de la celebración del contrato
Contiene el reglamento de condiciones generales que se incluyan en contratos con consumidores (son personas físicas o jurídicas que adquieren, utilizan o disfrutan bienes y servicios como destinatarios finales). Tiene régimen igual que las Condiciones Generales de la Contratación. Tiene como novedad que regula las cláusulas abusivas, establece unas normas generales de lo que debe entenderse por cláusula abusiva, y enuncia una lista de cláusulas concretas que son abusivas.
Las 38 cláusulas indicadas en la lista se pueden agrupar en 6 grupos:
1. Aquellas que vinculan el contrato a la sola voluntad del empresario o profesional (cláusulas que dejan la interpretación a la voluntad del empresario, cuando en el contrato ponga fecha de entrega meramente orientativas, cuando la cláusula permita al empresario incumplir los compromisos asumidos por sus representantes).
2. Aquellas que privan a los consumidores de los derechos básicos de los consumidores (cláusula que limite la responsabilidad del empresario hacia el consumidor).
3. Aquellas que impliquen la falta de reciprocidad en las prestaciones (yo pago el producto pero el empresario no presta el servicio).
4. Aquella que imponen al consumidor garantías excesivas en proporción del riesgo del empresario.
5. Aquellas cláusulas que afectan a la perfección y ejecución del contrato.
6. Aquellas que afecta a la competencia de los tribunales y a la Ley aplicable.

También regula los derechos básicos de los consumidores y usuarios, las asociaciones de consumidores y usuarios, la potestad sancionadora en materia de consumo, los procedimientos judiciales y extrajudiciales de protección de los consumidores y usuarios, los contratos celebrados por los consumidores y las empresas, las garantías y servicios posventa, la responsabilidad civil por bienes o servicios defectuosos y los viajes combinados.

### Competencias del Estado
Corresponderá a la Administración del Estado promover y desarrollar la protección y defensa de los consumidores y usuarios,
especialmente en los siguientes aspectos:
1. Elaborar y aprobar el Reglamento General de la Ley, las reglamentación técnico-sanitaria, los reglamentos sobre etiquetado, presentación y publicidad, la ordenación sobre aditivos y las demás disposiciones de general aplicación en todo el territorio español. Asimismo, la aprobación o propuesta, en su caso, de las disposiciones que regulen los productos de la importación, producción, transformación, almacenamiento, transporte, distribución y uso de los bienes y servicios, así como su control, vigilancia e inspección, en especial para los bienes de primera necesidad.
2. Apoyar y, en su caso, subvencionar las asociaciones de consumidores y usuarios.
3. Apoyar la actuación de las autoridades y Corporaciones Locales y de las Comunidades Autónomas.
4. Promover la actuación de las demás Administraciones públicas y, en caso de necesidad o urgencia, adoptar cuantas medidas sean convenientes para proteger y defender los derechos de los consumidores o usuarios, especialmente en lo que hace referencia a su salud y seguridad.
5. Ejercer la potestad sancionadora con el alcance que se determine en sus normas reguladoras.
6. En general, adoptar en el ámbito de sus competencias cuantas medidas sean necesarias para el debido cumplimiento de lo establecido en la Ley.

La Dirección General competente en materia de consumo de la Administración General del Estado actuará como Oficina de enlace única a los efectos del Reglamento (UE) 2017/2394.

### Competencias de las comunidades autónomas
Corresponde a las comunidades autónomas promover y desarrollar la protección y defensa de los consumidores o usuarios, de acuerdo con lo establecido en sus respectivos estatutos de autonomía y, en su caso, en las correspondientes leyes orgánicas complementarias de transferencia de competencias.
Por lo general, la defensa del consumidor y usuario es una competencia recogida en los estatutos de autonomía, de acuerdo con la legislación básica estatal que regula la ordenación de la actividad económica general y la política monetaria del Estado, las bases y coordinación general de la Sanidad, en los términos de lo dispuesto en los artículos 38, 131 y en los números 11, 13 y 16 del apartado 1 del artículo 149 de la Constitución.

### Competencias de las corporaciones locales
Corresponde a las autoridades y corporaciones locales (ayuntamientos) promover y desarrollar la protección y defensa de los consumidores y usuarios en el ámbito de sus competencias y de acuerdo con la legislación estatal y, en su caso, de las comunidades autónomas y, especialmente, en los siguientes aspectos:
1. La información y educación de los consumidores y usuarios, estableciendo las oficinas y servicios correspondientes, de acuerdo con las necesidades de cada municipio.
2. La inspección de los productos y servicios para comprobar su origen e identidad, el cumplimiento de la normativa vigente en materia de precios, etiquetado, presentación y publicidad, y los demás requisitos o signos externos que hacen referencia a sus condiciones de higiene, sanidad y seguridad.
3. La realización directa de la inspección técnica o técnico-sanitaria y de los correspondientes controles y análisis, en la medida en que cuenten con medios para su realización, o promoviendo, colaborando o facilitando su realización por otras entidades y organismos.
4. Apoyar y fomentar las asociaciones de consumidores y usuarios.
5. Adoptar las medidas urgentes y requerir las colaboraciones precisas en los supuestos de crisis o emergencias que afecten a la salud o seguridad de los consumidores o usuarios.
6. Ejercer la potestad sancionadora con el alcance que se determine en sus normas reguladoras (ordenanzas municipales).

## Otra legislación estatal
- Ley 29/2009, de 30 de diciembre, modifica el régimen legal de la competencia desleal y de la publicidad para la mejora de la protección de los consumidores y usuarios.[2]
- Ley 43/2007, de 13 de diciembre, de protección de los consumidores en la contratación de bienes con oferta de restitución del precio.[3]
- Ley 23/2003, de 10 de julio, de Garantías en la Venta de Bienes de Consumo.[4]
- Ley 7/1998, de 13 de abril, sobre condiciones generales de la contratación.[5]

## Legislación autonómica
Las leyes de consumidores y usuarios se suelen denominar Ley del Estatuto de los Consumidores y Usuarios; o de Protección y Defensa de los Consumidores y Usuarios. Asimismo, existen leyes de inspección de consumo y de creación de Institutos Autonómicos (como Castilla-La Mancha) o Agencias Autonómicas (como en Cataluña) de Consumo.